# Krishna Bharadwaj (economista)
Krishna Bharadwaj (21 de agosto de 1935 - 8 de março de 1992) foi uma importante economista neoricardiana indiana conhecida principalmente por suas contribuições à teoria do desenvolvimento econômico e pelo renascimento das ideias da economia clássica. Ela acreditava que a teoria econômica deveria ser baseada em conceitos que podem ser observados e passíveis de medição na realidade.

## Infância e educação
Bharadwaj nasceu em 21 de agosto de 1935 em Karwar, Karnataka, na costa sul da Índia, em uma modesta família de Konkani Saraswat Brahmin. Ela era a caçula dos seis filhos de MS Chandravarkar, professor de uma faculdade local, e sua esposa Shantabai.
A família mudou-se para Belgaum em 1939, onde Bhardwaj estudou por algum tempo. Ela aprendeu música clássica hindustani e ganhou muitas competições locais aos quinze anos. Em 1952, após a morte de seu pai, a família mudou-se para Mumbai, onde Bharadwaj frequentou a faculdade Ruia e se formou em economia. Ela então fez mestrado e, em seguida, concluiu o doutorado em Economia de Transporte em 1960.  Sua orientação crítica em relação à Teoria Econômica começou com seu envolvimento na teoria do desenvolvimento como estudante de doutorado.

## Carreira
Em 1960, foi publicado Production of Commodities by Means of Commodities, de Piero Sraffa . Bharadwaj foi convidado pelo então editor Sachin Chaudhuri do Economic Weekly para revisar o livro. Ela resolveu essa tarefa de maneira brilhante, o que constituiu o prelúdio de seu trabalho científico posterior.
Em 1961, Bharadwaj ingressou no Centro de Estudos Internacionais para trabalhar em problemas de planejamento e desenvolvimento com percepções críticas.
Em 1967, ela foi para Cambridge como pesquisadora visitante e ficou sob a influência de Piero Sraffa e se tornou uma de suas discípulas mais próximas.
Bharadwaj promoveu o ensino de diferentes abordagens econômicas no Centro de Estudos e Planejamento Econômico (CESP) da Universidade Jawaharlal Nehru (JNU), como clássica, marxista, keynesiana e walrasiana. Ela ocupou a cadeira de Economia na universidade. Ela editou os documentos coletados do economista Pierro Sraffa na Universidade de Cambridge, Inglaterra . Ela contribuiu para vários jornais e fóruns e é conhecida como uma referência entre os economistas do desenvolvimento.

## Metodologia e escopo teórico
Sua metodologia baseava-se firmemente na observação e na descoberta de regularidades na formação social particular que ela pretendia identificar. Nem todas as mudanças nas quantidades são resultado do princípio da substituição nem envolvem principalmente variações alocativas em resposta a mudanças nos preços relativos pelos agentes otimizadores.
Essa abordagem alternativa orientou sua análise da economia indiana, avançando substancialmente sobre as interpretações convencionais.
Quatro pontos marcaram o endosso de Bharadwaj às noções alternativas de “mudança” e “escolha”:
(i) as mudanças nos salários, nos métodos de produção e na demanda social não são explicadas como “surgidas apenas devido às flutuações dos preços relativos” (Bharadwaj 1991, p. 86);
(ii) existem múltiplas restrições operando sobre os indivíduos, como demandantes e fornecedores: “estes incluem os recursos físicos e materiais sob o comando do indivíduo, bem como as restrições sistêmicas que circunscrevem suas opções viáveis” (ibid., p. 87 );
(iii) “nem todos os indivíduos estão igualmente ou uniformemente colocados em termos de poder de decisão ou de influência que a sua decisão pode exercer” (ibid., p. 87);
(iv) as desigualdades não podem ser reduzidas a uma questão de dotação de recursos, mas devem ser entendidas em termos da “discriminação sistemática que ocorre nos sistemas de troca originada de distinções sociais como classe, casta ou sexo” (Bharadwaj 1990, p. 22 ).
Bharadwaj complementou elementos importantes na construção de uma abordagem, baseada na economia política clássica, que está livre da necessidade de empregar magnitudes marginais e não requer mudanças hipotéticas ou potenciais para determinar as posições de repouso das variáveis econômicas.
Ao relembrar seu próprio trabalho, ela escreveu: “Eu... tentei combinar minha crítica da teoria econômica e a reconstrução da abordagem clássica (incluindo marxista) com a análise da mudança histórica no curso do desenvolvimento”(Bharadwaj 2000, pp. 62–3).

## Vida pessoal
A ativista e sindicalista Sudha Bharadwaj, é filha dela.

## Livros e artigos
- A coleção de ensaios de 1989 foi impressa no Australian Economic Papers e no Cambridge Journal of Economics.[8]
- Mercados de trabalho de autoria, políticas de emprego e dinâmicas de desenvolvimento.
- Condições de produção de autoria na agricultura indiana: um estudo baseado em pesquisas de gerenciamento de fazendas (artigos ocasionais do Departamento de Economia Aplicada)
- Acumulação, troca e desenvolvimento de autoria: ensaios sobre a economia indiana
- Perspectivas editadas sobre o capitalismo: Marx, Keynes, Schumpeter e Weber com Sudipta Kaviraj.
- Temas em Valor e Distribuição: Teoria Clássica Reavaliada. Londres 1989.ISBN 0-04-338148-0
- Ensaios em homenagem a Piero Sraffa. (juntamente com Bertram Schefold). 2ª Ed. Routledge: Londres 1992.ISBN 0-04-445254-3ISBN 0-04-445254-3